# 李賛福
李 賛福（リ・チャンボク、朝鮮語: 리찬복、1934年 - 2016年）は、朝鮮民主主義人民共和国の軍人、政治家。朝鮮人民軍板門店代表部代表、軍事停戦委員会人民委員、最高人民会議代議員などを歴任した。朝鮮人民軍における軍事称号（階級）は上将。

## 経歴
1934年に日本統治下の平安南道で生まれた。国際関係大学英語科を卒業。1950年に勃発した朝鮮戦争では少年パルチザンとして従軍した。1965年から軍事停戦委員会に勤務し、1981年に朝鮮人民軍大佐に昇進し、軍事停戦委員会要員となった。1991年に軍事停戦委員会対外事業部長に任命された。1992年に少将に昇進し、軍事停戦委員会人民委員に転じた。
1994年12月17日に軍事境界線を超えた米軍のOH-58 カイオワが江原道金剛郡で朝鮮人民軍によって撃墜されると、パイロット送還の責任者になった。1994年に中将に昇進し、朝鮮人民軍板門店代表部代表に任命された。1995年にアメリカカーネギー国際平和財団上級研究員が訪朝すると、会談の場で、在韓米軍は最終的に撤退しなければいけないが、米朝間で在韓米軍駐留を容認し、新しい平和保障体系を構築することを提案し、1997年に訪朝したジェームズ・T・レイニー元駐韓アメリカ大使と会談した。1998年に最高人民会議第10期代議員に選出された。2000年10月には朝鮮労働党創建55周年に際して、朝鮮人民軍上将に昇進した。
2002年に訪朝したドナルド・グレッグ元駐韓アメリカ大使と会談し、アメリカ同時多発テロ事件発生後の世界情勢について討議した。2005年にはカート・ウェルドンアメリカ合衆国下院軍事委員会副委員長などが参加した下院代表団と面談した。2007年4月に訪朝したビル・リチャードソンニューメキシコ州知事と会談し、朝鮮戦争で戦死したアメリカ兵の遺骨の返還を確約した。2008年に訪朝したクリストファー・ヒル国務次官補兼六者会合首席代表と会談し、核検証問題などについて協議した。
2009年3月8日に実施された最高人民会議第12期代議員選挙で代議員に再選されたが、以降の動静が途絶える。2016年9月7日に朝鮮中央通信が李賛福が愛国烈士陵に埋葬されたと報じた。死亡日時は不明。

## 参考サイト
- 북한정보포털